# Elisabeth Dieringer-Granza

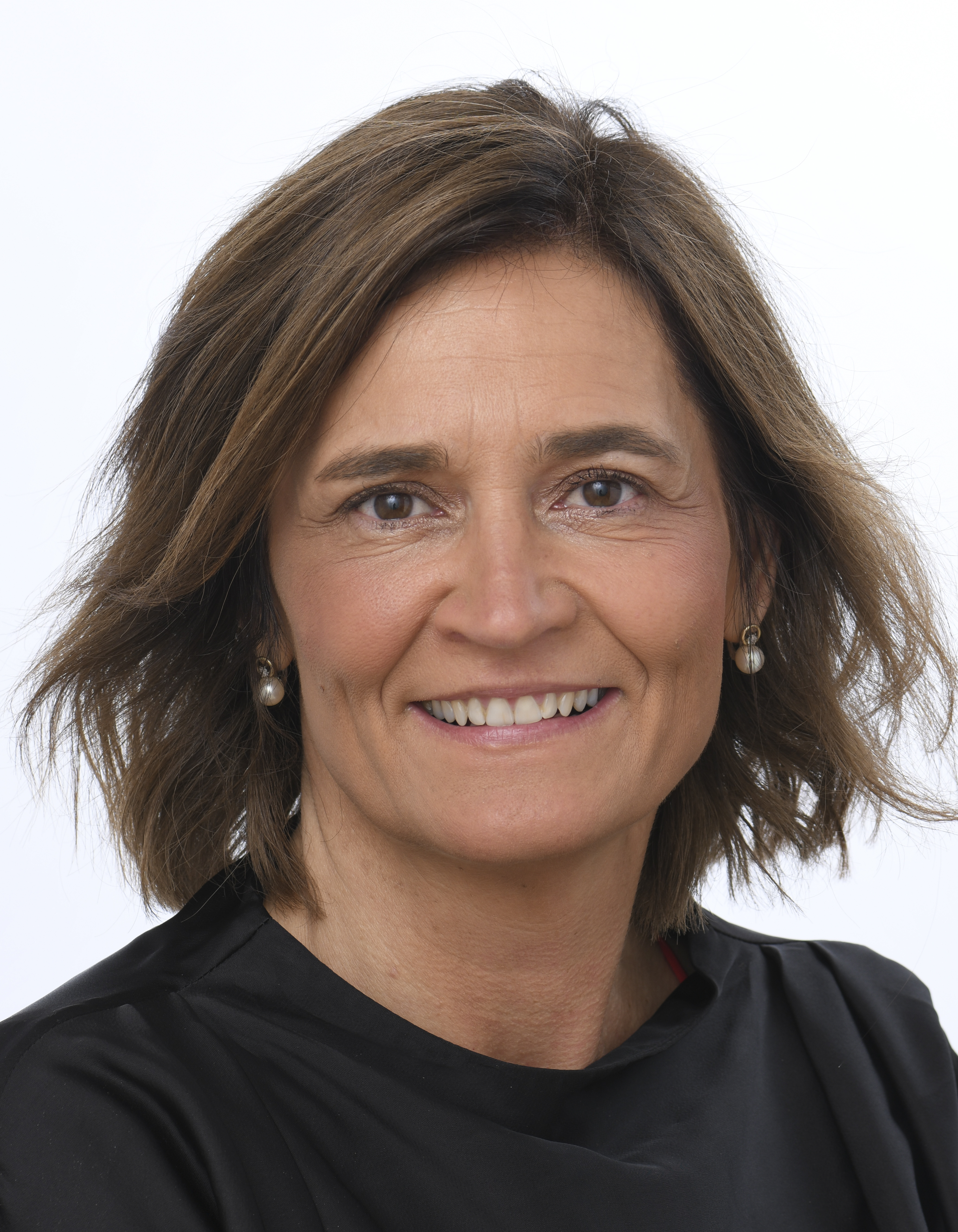
Elisabeth Dieringer-Granza (2024)

Elisabeth Dieringer-Granza (* 12. Mai 1974 in Villach als Elisabeth Dieringer) ist eine österreichische Politikerin der Freiheitlichen Partei Österreichs (FPÖ). Von April 2018 bis April 2023 war sie Abgeordnete zum Kärntner Landtag. Seit dem 16. Juli 2024 ist sie Mitglied des Europäischen Parlaments.

## Leben

### Ausbildung und Beruf
Elisabeth Dieringer-Granza besuchte nach der Volksschule in Maria Gail das BG/BRG Villach St. Martin, wo sie 1992 maturierte. Anschließend begann sie ein Lehramtsstudium der Geschichte und Sozialkunde sowie Italienisch und Museumswissenschaften an der Universität Graz, das sie 1998 mit einer Diplomarbeit über Die Familie Widmann im Konnex der innerösterreichisch-venezianischen Beziehungen und der sozioökonomischen Veränderungen im 17. Jahrhundert als Magistra abschloss.
Ab 2005 war sie als Lehrerin an der Volksschule Villach-Lind und bis 2013 am Bundesrealgymnasium (BRG) Spittal an der Drau tätig. Von 2013 bis 2017 war sie Vizepräsidentin des Kärntner Landesschulrates, seit 2018 unterrichtet sie wieder am Porciagymnasium in Spittal.

### Politik
Elisabeth Dieringer-Granza fungiert seit Juni 2016 als Landesparteiobmann-Stellvertreterin der FPÖ Kärnten. Sie ist Landesobfrau der Initiative Freiheitliche Frauen (IFF) Kärnten und war bis April 2018 Klubobfrau des Gemeinderatsklubs der FPÖ Villach, wo sie seitdem weiterhin dem Gemeinderat angehört. Im Zuge der Regierungsbildung der Bundesregierung Kurz I nach der Nationalratswahl 2017 verhandelte sie auf FPÖ-Seite in der Fachgruppe Bildung.
Am 12. April 2018 wurde sie in der konstituierenden Landtagssitzung der 32. Gesetzgebungsperiode als Abgeordnete zum Kärntner Landtag angelobt, wo sie dem Ausschuss für BürgerInnenbeteiligung, direkte Demokratie und Petitionen, dem
Ausschuss für Frauen, Generationen und Integration, dem Ausschuss für Gesundheit, Pflege und Soziales sowie dem Ausschuss für Kultur, Sport und Europa angehört.
Im Jänner 2019 wurde sie zur Spitzenkandidatin der Kärntner FPÖ für die Europawahl 2019 gewählt. Ende November 2021 wurde bekannt, dass sie trotz positiver Testung auf das Covid-19-Virus an einer Sitzung im Kärntner Landtag teilnahm. Angeblich habe sie SMS mit dem Ergebnis des Corona-Tests versehentlich gelöscht. Für die Landtagswahl 2023 war sie auf keiner Liste zu finden, nach der Landtagswahl schied sie aus dem Landtag aus.
Von der Kärntner FPÖ wurde sie als Kärntner Spitzenkandidatin für die Europawahl in Österreich 2024 nominiert, auf der Bundesliste wurde sie auf den 6. Platz gereiht. Nach ihrer Wahl ins Europäische Parlament und Beitritt zur Fraktion Patrioten für Europa ist sie in der 10. Legislaturperiode (2024–2029) Mitglied im Ausschuss für Binnenmarkt und Verbraucherschutz und im Ausschuss für die Rechte der Frauen und die Gleichstellung der Geschlechter sowie stellvertretendes Mitglied im Ausschuss für Kultur und Bildung. Sie ist zudem Mitglied der Delegation im Gemischten Parlamentarischen Ausschuss EU-Nordmazedonien und stellvertretendes Mitglied der Delegation in der Parlamentarischen Partnerschaftsversammlung EU-Vereinigtes Königreich.